# 聯合國藝術收藏

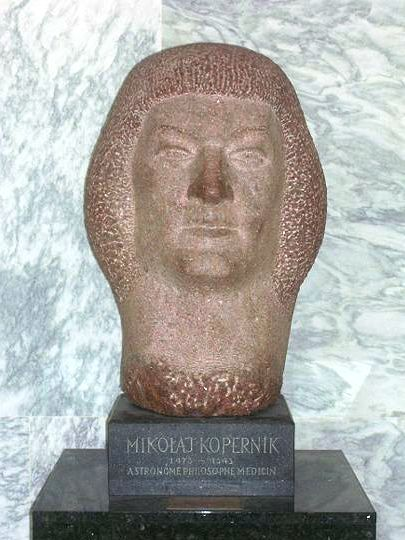
尼古拉·哥白尼半身像

聯合國藝術收藏是一系列由成員國、機構或個人贈予聯合國的藝術作品及歷史文物。這些藝術收藏多為雕塑、畫作、壁毯或鑲嵌藝術，且均為各國具代表性的國家藝術。此系列藏品分別於座落紐約市的聯合國總部大樓及聯合國位於世界各地的辦公室展出，使聯合國及其國際領土成為一個「小型博物館」。
聯合國成員國將這些藝術品贈予聯合國時需遵循一套既定禮儀。贈送程序、演說及典禮，包括揭幕典禮，均由聯合國禮賓和聯絡處協調及負責。理想地，每個成員國只可贈送一件藝術作品，且須由成員國自行負責作品的安裝工作。

## 藝術收藏

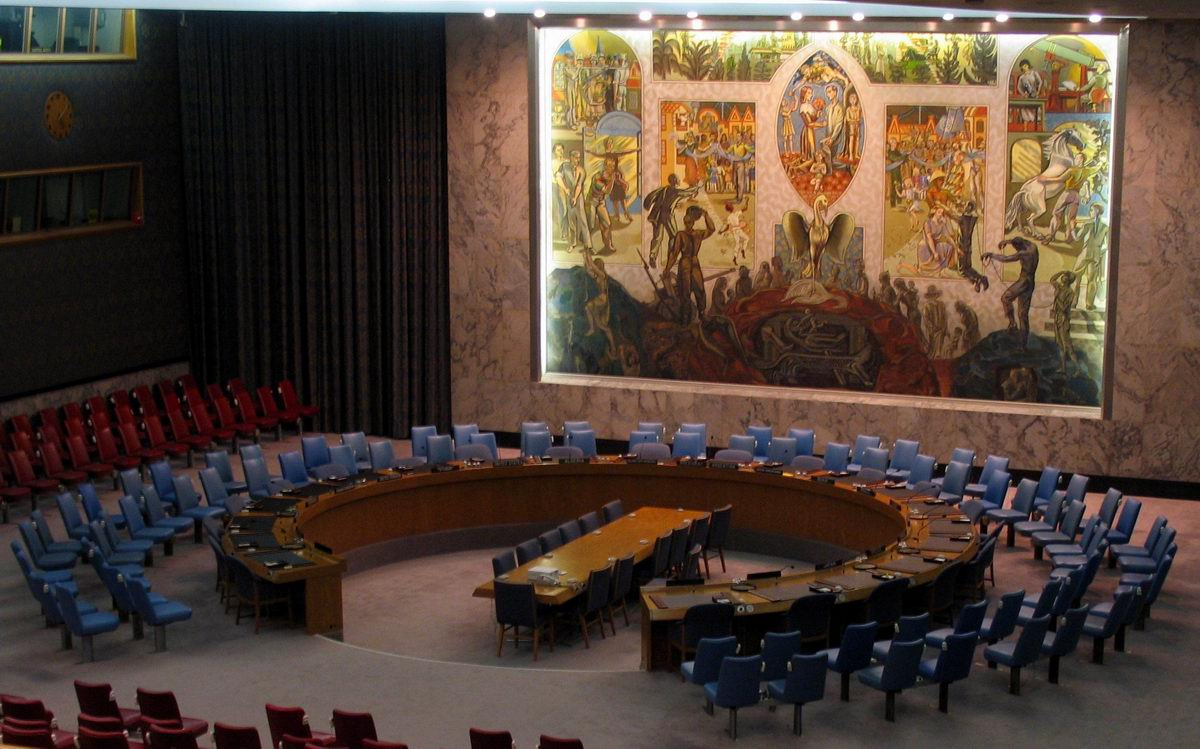
聯合國安理會壁畫

- 1952年，一對費爾南·雷捷繪製的壁畫正式裝嵌於聯合國大會會議廳的牆上[4]。同年，由佩爾·克羅格繪畫的聯合國安理會壁畫亦裝嵌在安理會會議廳內[5]。
- 日本聯合國協會於1954年6月向聯合國贈送「日本和平鐘（英语：Japanese Peace Bell）」。和平鐘由從60個不同國家的人民及兒童收集的錢幣鑄造而成，並置於一個以柏木製成的神龕結構內。和平鐘每年會被敲響兩次，一次是在春分，另一次則是在9月21日，即國際和平日[6]。
- 1959年，蘇聯向聯合國贈送了青銅製雕塑《鑄劍為犁》。雕塑由蘇聯雕塑家叶夫根尼·维克多罗维奇·武切季奇製成，透過將代表戰爭用破壞性工具的「劍」化為代表和平、建設性工具的「犁」，象徵人類結束所有戰爭的希望[7]。
- 1964年，法國藝術家馬克·夏卡爾與聯合國職員共同贈送了一幅名為《和平》的花窗玻璃。寬15英尺（4.6）、高12英尺（3.7）的《和平》由夏卡爾本人製作，以紀念1961年於任上去世的聯合國秘書長道格·哈馬紹[8]，玻璃上繪有白鴿等多種愛與和平的象徵[9]。
- 1970年，波蘭人民共和國向聯合國贈送了一尊尼古拉·哥白尼的半身像[10]。
- 1979年10月2日，正訪問聯合國的時任教宗若望保祿二世向聯合國贈予《和平鴿》畫作[11]。
- 1985年，時任美國第一夫人南茜·雷根作為美國代表向聯合國贈送一幅鑲嵌藝術，祝賀聯合國成立40週年。該幅名為《黃金法則》的作品由威尼斯藝術家以諾曼·洛克威爾的畫為藍本製作而成，描繪各種族、宗教、信仰、膚色的人，傳達「己所不欲，勿施於人」的道理[12]。
- 《打結的槍（英语：Non-Violence (sculpture)）》，又稱《非暴力》。由瑞典藝術家卡尔·弗雷德里克·鲁特斯华德於1985年製作，卡爾在1988年將其捐贈予聯合國，放置於聯合國總部大樓外[13][14]。
- 1996年，時任意大利外交部長蘭貝托·迪尼贈送了阿納爾多·波莫多羅製作的金黃色金屬雕塑「球中球（英语：Sphere Within Sphere）」[15]。
- 在聯合國安全理事會會議廳的入口，懸掛一幅由杰奎琳·德拉·波美·杜爾巴赫（Jacqueline de la Baume Dürrbach）製成、複製自巴勃羅·畢卡索作品《格爾尼卡》的壁毯[16][17]。
- 芭芭拉·赫普沃斯製作的雕塑《單一形式（英语：Single Form）》。於1964年為紀念墜機身亡的好友兼聯合國秘書長道格·哈馬紹而被贈予聯合國，現置於聯合國秘書處大樓前[18]。
- 巴西畫家坎迪多·波爾蒂納里的兩幅畫作《戰爭與和平（英语：War and Peace (Portinari)）》。該作沒有繪畫任何武器，而是塑造了受戰爭影響的人民所承受的苦難，以象徵戰爭的暴行。在兩幅分別描繪混亂與和平的畫作的對比下，顯示出維持和平和嘗試結束暴力衝突的重要性[19]。

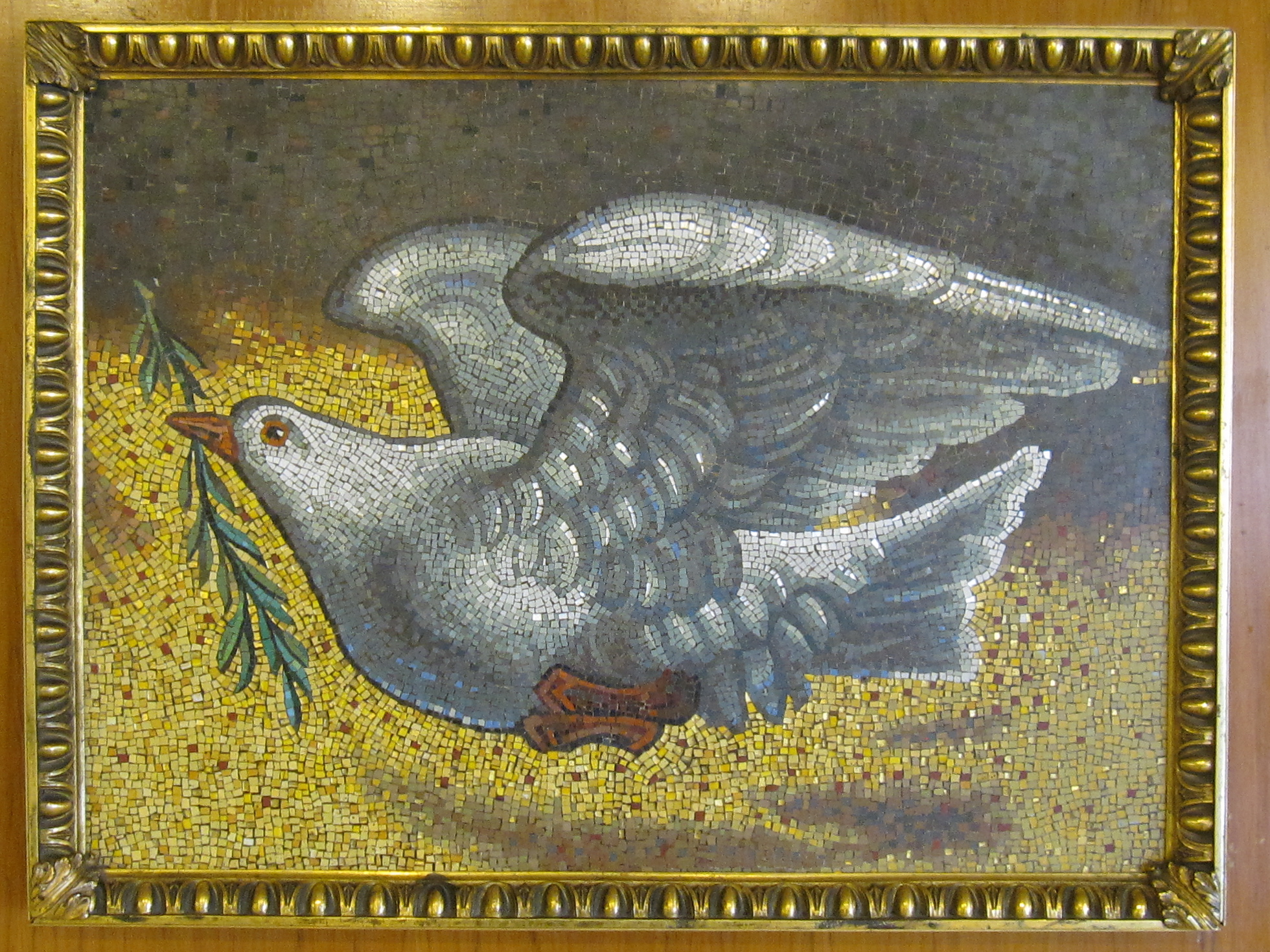
《和平鴿》
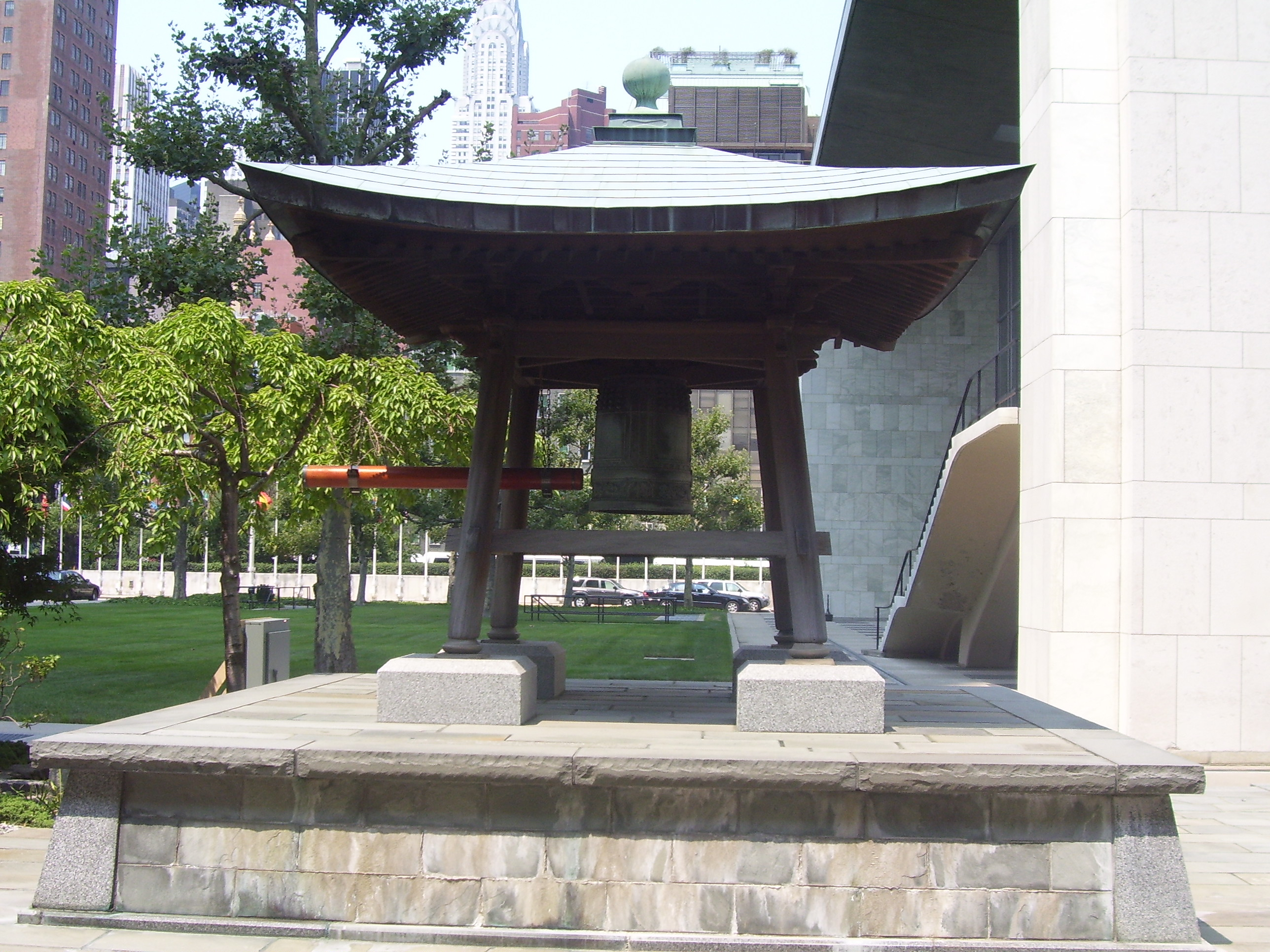
日本和平鐘（英语：Japanese Peace Bell）
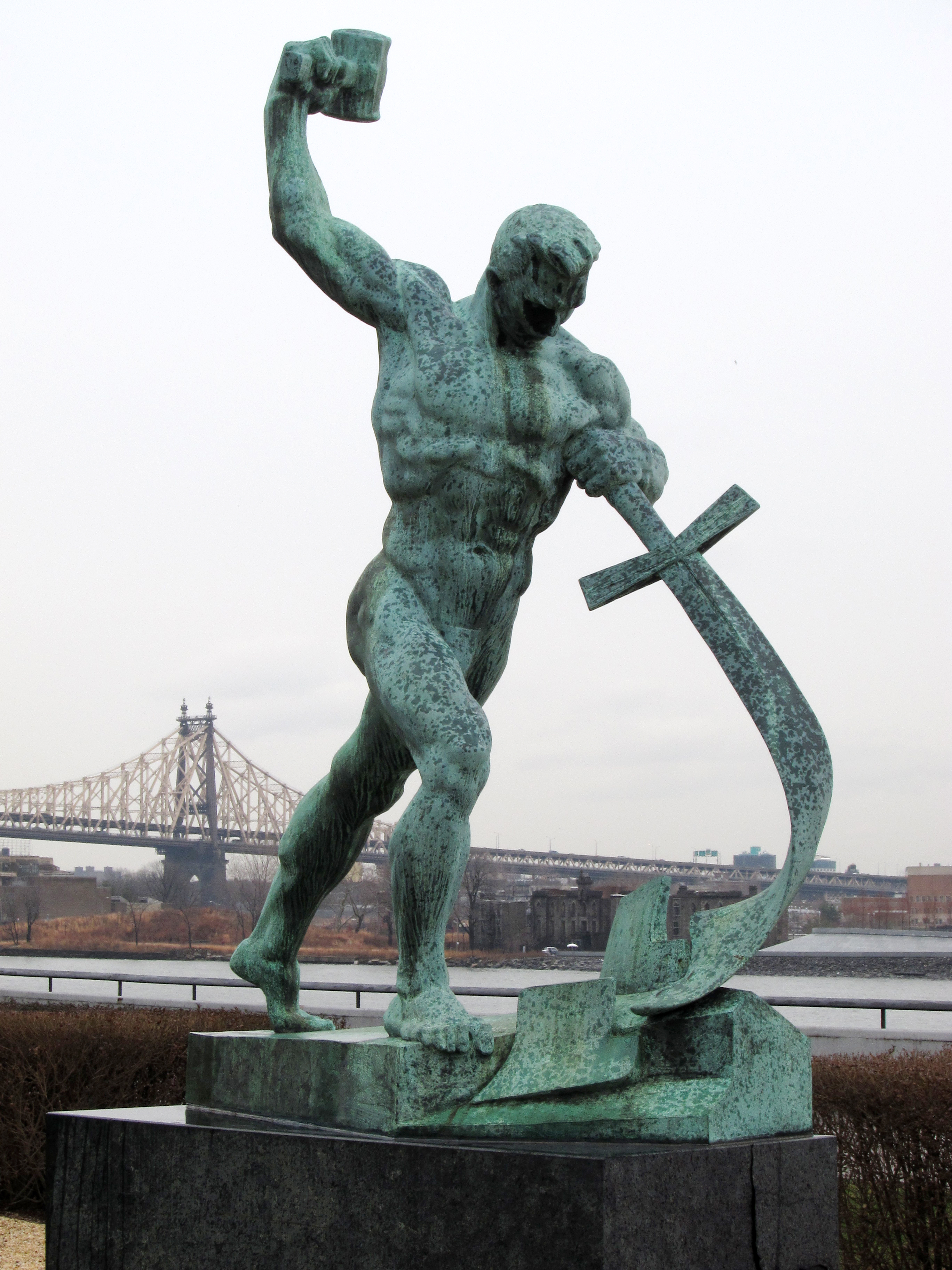
《鑄劍為犁》雕塑
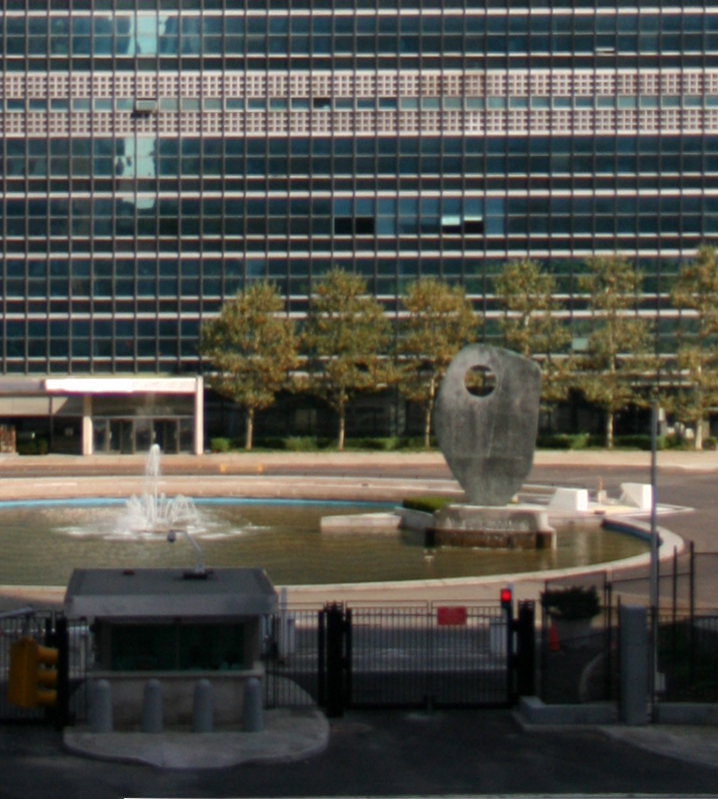
《單一形式（英语：Single Form）》雕塑

## 維護與保養
聯合國藝術委員會（UN Arts Committee）負責聯合國藝術收藏系列的維護。聯合國透過特別授權及規定，由梅塞納斯世界遺產基金會等組織協助保養這些國際文物；惟其中收藏系列的超過50件作品在過去數十年間均儲存於地庫。